# یولیان هال
یولیان هال (انگلیسی: Julian Hall؛ زادهٔ ۲۴ مارس ۲۰۰۸) بازیکن فوتبال اهل ایالات متحده آمریکا است که در حال حاضر برای باشگاه فوتبال نیویورک رد بولز بازی می‌کند. 
از باشگاه‌هایی که در آن بازی کرده است می‌توان به باشگاه فوتبال نیویورک رد بولز اشاره کرد.
وی همچنین در تیم ملی فوتبال زیر ۱۵ سال ایالات متحده آمریکا بازی کرده است.